# BNT 3
BNT 3 (en búlgaro: БНТ 3, BNT tri; antes BNT HD) es un canal de televisión público búlgaro operado por BNT. Se trata de un canal en alta definición especializado en deportes.

## Historia
El canal inició emisiones como BNT HD el 6 de febrero de 2014, con motivo de los Juegos Olímpicos de Sochi.
Antes del lanzamiento del canal, BNT solía emitir competiciones deportivas en HD, como la Copa Mundial de Fútbol de 2010, la Eurocopa 2012 o los Juegos Olímpicos de Londres 2012 desde un canal HD temporal en BNT 1. 
El 10 de septiembre de 2018 BNT HD cambió su nombre a BNT 3 y adoptó su actual imagen corporativa.

## Imagen corporativa

2014 - 2018
Desde 2018